# Netopýr obrovský
Netopýr obrovský (Nyctalus lasiopterus, Schreber, 1780) je méně známý a největší evropský netopýr.

## Areál rozšíření
Žije v západní Asii, Evropě a na severu Afriky. V České republice je vzácně pozorován na jižní Moravě. Je to lesní druh, osídlující v letním i zimním období stromové dutiny v teplých listnatých lesích.

## Popis
Rozpětí jeho křídel dosahuje až 46 cm. Jeho kožešina je červenohnědá a má relativně dlouhý krk s malou hřívou. Spodní část těla je středně hnědá až žlutá. Živí se hmyzem, který loví v noci a v létě. Minimálně ve Španělsku netopýr hibernuje od prosince do února.